# Флатау, Казимеж
Казимеж Флатау (пол. Kazmierz Flatau; 11 июля 1910, Варшава — 25 июля 2000, Познань) — польский клавесинист

.
Окончил естественнонаучный факультет Познанского университета со специализацией по химии, одновременнозанимаясь в Познанской консерватории. В 1931 г. учился во Франции в Школе старинной музыки у Ванды Ландовской. В 1948 г. основал класс клавесина в Познанской консерватории, одновременно преподавал там же французский язык. Входил в жюри и оргкомитеты ряда польских музыкальных конкурсов, писал статьи в музыковедческие журналы. В 1978 г. был одним из соучредителей Познанского общества астрологов.
Похоронен на Милостовском кладбище в Познани.